# Хейлиг-Ландстихтинг
Хейлиг-Ландстихтинг (нидерл. Heilig Landstichting) — деревня в Нидерландах, в общине Берг-эн-Дал, в провинции Гелдерланд.
Деревня расположена недалеко от города Неймеген, недалеко от Хейлиг-Ландстихтинга расположен парка-музея Museumpark Orientalis.
Название общины переводится с нидерландского языка как сообщество (представительство) Святой земли.
Основная достопримечательность и духовная ценность — церковь Cenakelkerk (kerk в переводе с голландского означает «церковь»), построенная в 1913—1915 годах в неканоническом для Нидерландов ориентальном стиле. Главный архитектор — Ян Стюит, декоратор — Пит Герритс. Дизайн церкви авторы придумали в 1903 году, вдохновившись поездкой на Святую землю. В общей сложности над дизайном церкви потрудились Ян Стюит, Йос Маргри, Ян Вибенга, Пит Герритс и Юлес Бильмейер.

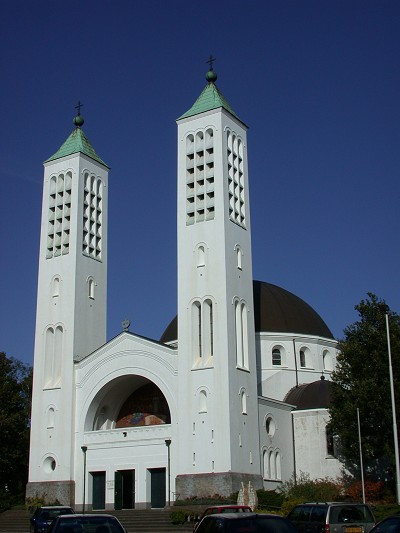
Сенакелкерк

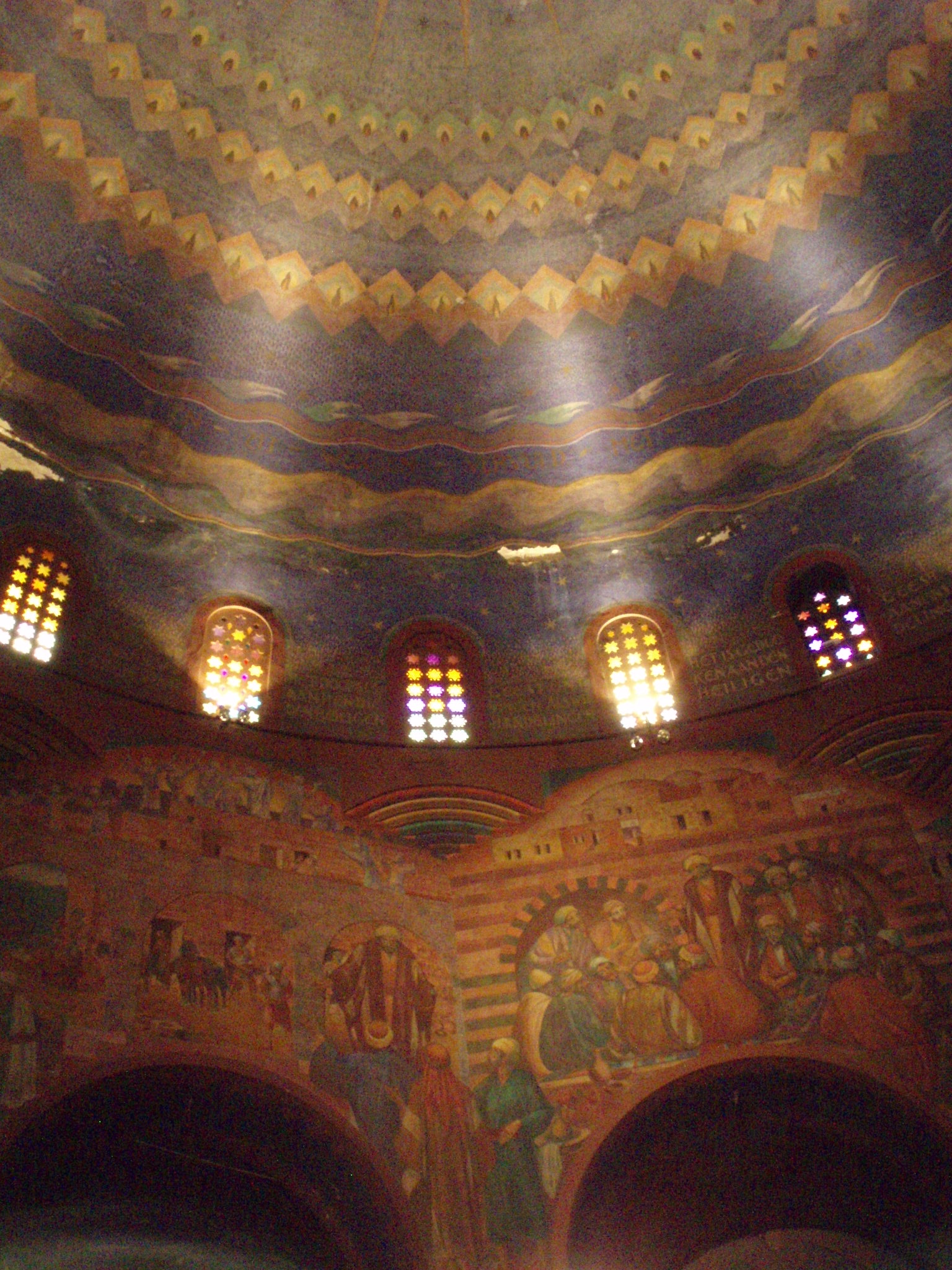
Hlandstichtingcenakelceiling